# 돌거북과
남생이과 또는 돌거북과(Geoemydidae)는 거북목 잠경아목 땅거북상과에 속하는 파충류과의 하나이다. 거북목에서 가장 많은 종을 포함한 과로 약 70여 종으로 이루어져 있다. 유라시아의 늪과 연못 그리고 강에서 사는 거북과 신열대구 강에서 발견되는 거북을 포함하고 있다.

## 하위 분류
- Geoemydinae
  - Batagur - 6종
  - Cuora - 10종
  - Cyclemys - 7종
  - 검정늪거북속 (Geoclemys) - 유일종
  - Geoemyda - 2종
  - Hardella - 유일종
  - 아시아큰거북속 (Heosemys)
    - 아시아큰거북 (Heosemys grandis)

  - Leucocephalon
  - Malayemys - 2종
  - 남생이속 (Mauremys)
  - Melanochelys - 2종
  - Morenia - 2종
  - Notochelys - 유일종
  - Orlitia - 유일종
  - Pangshura - 4종
  - Sacalia
  - Siebenrockiella - 2종
  - Vijayachelys
- Rhinoclemmydinae
  - Rhinoclemmys

## 같이 보기
- 민물거북